# Polizelo (comico)
Polizelo (in greco antico: Πολύζελος?, Polýzelos; in latino Polyzelus; Atene, 450 a.C. circa – dopo il 411 a.C.) è stato un commediografo ateniese.

## Biografia
Tra gli ultimi esponenti della commedia antica, Polizelo fu vincitore quattro volte alle Lenee. Risulta, comunque, attivo intorno agli anni Dieci del V secolo a.C., poiché in un frammento attaccava Teramene, uno dei responsabili del colpo di Stato del 411.

## Commedie
Una commedia, Demotindareo (Δημοτυνδάρεως), era di tema politico; altri drammi avevano sfondo mitologico: La nascita delle Muse (Μουσῶν γοναί), La nascita di Dioniso (Διονύσου γοναί) e La nascita di Afrodite (Ἀφροδίτης γοναί). Di queste commedie restano solo 13 brevissimi frammenti.
A parte il Demostindareo, che, come detto, potrebbe essere stata una commedia politica e rappresentata intorno agli anni 410-406 a.C., al centro delle sue commedie sembra esserci stata la parodia del mito. Polizelo, infatti, sembra esser stato particolarmente versato nel tema delle "commedie di nascita", che erano in voga fino agli anni Ottanta del IV secolo a.C. e di cui gran parte del senso dell'umorismo era nel collocare le nascite divine o eroiche nel contesto mondano del mondo "reale".